# 汚れなき悪戯
『汚れなき悪戯』（けがれなきいたずら、Marcelino, Pan y Vino：スペイン語で「パンとワインのマルセリーノ」）は1955年製作のスペイン映画。モノクロ作品である。監督はハンガリー人のラディスラオ・バホダである。
英語の題名として『Miracle of Marcelino』が使われることもある。
14世紀イタリア中部ウンブリア地方で起こったと言われる民間伝承を元にした、ホセ・マリア・サンチェス・シルバ（José María Sánchez Silva）による1952年発表の小説を原作とする映画。
1955年の第8回カンヌ国際映画祭で、主演のパブリート・カルボが特別子役賞を受賞している。
主題歌は「マルセリーノの唄」 (La canción de Marcelino) 。飯塚広の日本語訳詞により当時日本でも大ヒットした。歌い出しは「夢見よマルセリーノ　静かな寝顔」と「おはようマルセリーノ　お目々を覚ませ」の2種類があり、多くの歌手にカバーされている。

## あらすじ
映画は、祭礼のために丘の上の教会に向かう人々の流れと逆方向に歩き、町に住む病気の少女を見舞う無名の神父の話で始まる。彼は今日の祭りは何を記念するものか知っているかと少女とその父親に問い、祭礼の起こりを語りはじめる。以下は枠物語の形式でストーリーが進む。
19世紀の前半、スペインのある町の町長を、2人のフランシスコ会神父と1人の修道士の3人が訪れ、侵略者フランス軍により破壊されたまま廃墟となっている丘の上の市有地の修道院を再建する許可を求めた。町民の助けを得て再建された修道院では、やがて12人に増えた修道士たちが働いていた。
ある朝、修道院の門前に男の赤子が置かれていた。神父は赤子に、その日が祝日の聖人名「マルセリーノ」と命名して洗礼を授けた。両親はすでに亡くなっていたことが判ったため、修道士たちは近隣に里親を求めて歩き回った。しかし里親にふさわしいと考えられた人々の生活は苦しく、また引き取ると申し出た鍛冶屋は徒弟を乱暴に扱っているため修道士の方で断り、結局赤子は修道院で育てることになった。
5年後、マルセリーノは丈夫で活発な少年になっていた。彼は修道士たちから愛され、また宗教や学業の手ほどきを受けはじめていたが、細やかな愛情を注ぐ母親も同じ年頃の遊び相手もいない孤児の境遇に、修道士たちは胸を痛めていた。
ある日、町に行く途中で馬車の故障で修道院に立ち寄った家族がいて、マルセリーノはその母親と話すことで女性に初めて接し、また自分と同じくらいの歳だというマヌエルという息子の話も聞いた。マルセリーノが炊事係のトマス修道士に自分の母親のことを尋ねると「母親は美しい女性で、今は神様のところにいる」と修道士は答えた。そしてマルセリーノは、マヌエルを仮想の遊び仲間として独り言を言いながら遊ぶ癖がついた。
修道院の再建を許可した町長は、死ぬ前に土地の寄贈を採決しようと申し出たが院長は断っていた。しかし彼の死後に町長となった鍛冶屋はマルセリーノの里親となることを要求し、拒否されると他の議員への影響力を駆使して修道院を立ち退かせようと画策し始めた。
トマス修道士はマルセリーノに「農具や工具を保管する屋根裏部屋には決して入るな、奥の部屋には男がいておまえを捕まえる」と言いつけていたが、ある日好奇心から、おっかなびっくり階段を上がって行ったマルセリーノは、奥の部屋で大きな十字架上のキリスト像を見た。転がるように階段を下って逃げたマルセリーノだが、怖いもの見たさで再び様子を見に戻ると「男」は元の場所から動いていなかった。
トマス修道士の話を信じて「男」が彫像だとは思わないマルセリーノは像に話しかけた。男は答えなかったが、痩せて空腹そうだと思った少年は台所に走るとパンを持ってきて差し出した。すると像の腕が動いた。像はマルセリーノが大きな肘掛け椅子を勧めると降りてきて、「私が誰だか分かるか」と問うとマルセリーノは「神様です」と答えた。像は特にパンとワインを喜んだので、マルセリーノは毎日それらを盗んで像に持って行った。それに気づいた修道士らは、訝りながらも気付かぬふりをして彼を見張ることにした。
像との会話の中で、話題はマルセリーノの母のことや像の母のことに及んだ。ついにある日トマス修道士が見張っていると、いつものようにパンとワインを持って行ったマルセリーノに、キリストは「おまえは良い子だから願いをかなえよう」と告げた。迷わずマルセリーノは「母に会いたい、そしてあなたの母にも会いたい」と言った。「今すぐにか？」という問いには「今すぐ」と答えた。ドアの割れ目から覗くトマス修道士の前で、像は少年を膝に抱き眠らせた。
トマス修道士は階段上まで戻ると兄弟たちを呼んだ。駆けつけた神父と修道士たちは空になった十字架を見て、やがて像が十字架に戻るのを見て扉を開いた。輝く光のうちに、マルセリーノは椅子の上で微笑みを浮かべて死んでいた。
奇跡を聞きつけた町の人々が続々と集まる中、町長とその妻は彼らに混じって行った。やがて修道院には教会が建てられ、聖堂には奇跡のキリスト像が置かれ、その一隅にマルセリーノが葬られた。奇跡の記念日には遠近の町村から大勢の人々が集まるようになった。これが映画の冒頭で語られた祭礼の起こりなのであった。
という話もあるが、食料が減ることを不審に思った修道士がマルセリーノの後をつけると、キリストと話しているマルセリーノを目撃した。神の声を初めて聞いた修道士は恐ろしさと驚きで声が出なくなってしまった。
キリストが「マルセリーノが持ってきてくれる食べ物のお礼」として一つ願いを叶えると言った際に、マルセリーノが「天国の母親に会いたい」といったときも、天国に行く＝死だとわかっていても声が出せず、止めることができなくて、マルセリーノが死んでしまったという話もある。

## 登場人物
マルセリーノ
演 - パブリート・カルボ
修道院の前に捨てられた孤児。修道士たちに育てられる。純真で良い子だが、好奇心で悪意のない悪戯を行い厄介事を招くことがある。
修道院長（僧院長）
演 - ラファエル・リベレス
マルセリーノの育ての親の一人。心からマルセリーノを可愛がっている。
修道士（門番さん）
演 - アントニオ・ビコ
マルセリーノを可愛がっている修道士の一人。鍛冶屋の粗暴さを知っており、マルセリーノを遠ざけている。
台所さん（おがゆさん）
演 - フアン・カルボ
料理番でマルセリーノの保育係。
鍛冶屋
演 - ホセ・ニエト
町の裕福な鍛冶屋。マルセリーノの里親となることを拒否され、町長となったのち彼を奪おうとし、さらに修道院の立ち退きを画策する。
ドン・エミリオ村長
演 - ラファエル・カルボ

## キャスト
| 役名               | 俳優                     | 日本語吹き替え | 日本語吹き替え |
| 役名               | 俳優                     | NHK版          | 日本テレビ版   |
| ------------------ | ------------------------ | -------------- | -------------- |
| マルセリーノ       | パブリート・カルボ       | 右手和子       | 小田敏治       |
| 修道院長           | ラファエル・リベレス     | 松村彦次郎     |                |
| 台所さん           | フアン・カルボ           | 浦野光         |                |
| 鍛冶屋             | ホセ・ニエト             | 和田文雄       |                |
| 修道士             | アントニオ・ビコ         | 八木光生       |                |
| ドン・エミリオ村長 | ラファエル・カルボ       |                |                |
| キリスト           | ホセ・マリア・オヴィエス | 巖金四郎       |                |

- NHK版 - 初回放送：1968年6月15日 20:00 - 21:30『劇映画』
- 日本テレビ版 - 初回放送：1975年12月24日『水曜ロードショー クリスマス・イブ特集』

## リメイク
- 1991年、ルイジ・コメンチーニにより『マルセリーノ・パーネ ヴィーノ』としてイタリアでリメイクされた。
- 2000年、本作を原作にしたテレビアニメ『マルセリーノ』が制作・放送された。日本アニメーションほか製作。